# 圣保罗杜韦伊
圣保罗杜韦伊（法語：Saint-Paul-d'Oueil，法語發音：[sɛ̃ pɔl dwɛj]）是法国上加龙省的一个市镇，属于圣戈当区。

## 地理
圣保罗杜韦伊（42°49'33"N, 0°33'4"E）面积7.46 平方千米，位于法国奧克西塔尼大區上加龙省，该省份为法国西南部内陆省份，西南端与西班牙接壤，自此顺时针与上比利牛斯省、热尔省、塔恩-加龙省、塔恩省、奥德省和阿列日省接壤。
与圣保罗杜韦伊接壤的市镇（或旧市镇、城区）包括：索斯特、昂蒂尼亚克、邦克德苏埃德叙、锡耶德吕雄、迈雷涅、萨库尔维耶勒。

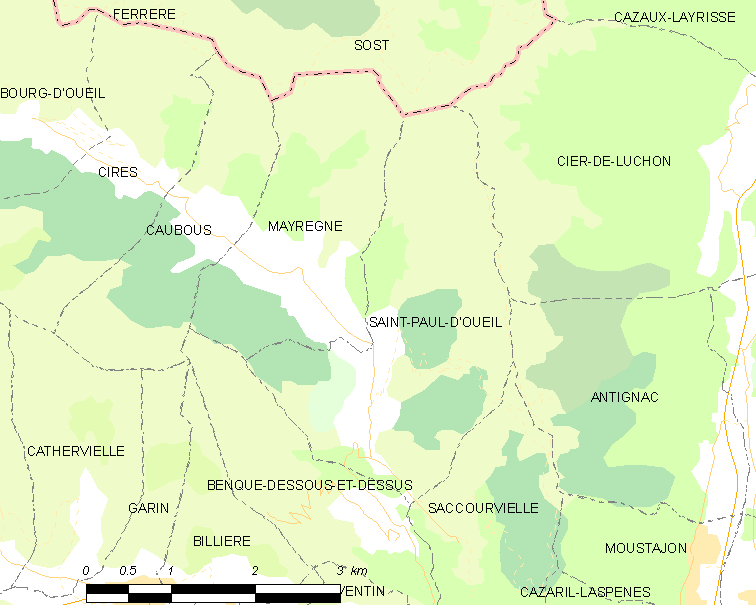
圣保罗杜韦伊的OSM定位图

圣保罗杜韦伊的时区为UTC+01:00、UTC+02:00（夏令时）。

## 行政
圣保罗杜韦伊的邮政编码为31110，INSEE市镇编码为31508。

## 政治
圣保罗杜韦伊所属的省级选区为巴涅尔德吕雄县。

## 人口

1962-2008年间圣保罗杜韦伊人口变化图示

圣保罗杜韦伊于2022年1月1日时的人口数量为42人。